# Forze
Forze Hydrogen Racing is het studententeam uit Delft dat gespecialiseerd is in waterstof racen. Het werd in 2007 opgericht door Edgar van Os onder toen nog de naam Greenchoice Forze. Het team begon in 2007 met het maken van karts met een waterstof-elektrische aandrijving. Hiermee kwamen ze uit in de Formula Zero-competitie, vandaar de naam Forze. Na vijf jaar werd de eerste fullsize raceauto gemaakt en weer drie jaar later werd begonnen aan de eerste waterstof-elektrische endurance-auto, de Forze VII. Inmiddels heeft Forze Hydrogen Racing acht waterstofraceauto's met een brandstofcel ontwikkeld en wordt er momenteel gewerkt aan de Forze IX. Toen het team nog officieel verbonden was met de Technische Universiteit Delft, waren de kantoren en werkplaats van het team gelegen in de Dream Hall op de campus. Sinds 2020 is het team gevestigd in de Schiehallen. Het team wil in de komende jaren de auto's zo ontwikkelen dat ze de snelheid en betrouwbaarheid hebben om te strijden in Le Mans Prototype-endurance-races. 
De missie van Forze is het promoten van de waterstof-brandstofceltechnologie door het opleiden van hun eigen teamleden, maar ook het algemene publiek en het inspireren van industrieën om gebruik te maken van waterstoftechnologie. Door het ontwerpen, bouwen en racen van hun eigen waterstofraceauto's kunnen de potentie en mogelijke toepassingen van waterstof worden aangetoond.

## Waterstof
In een conventionele auto wordt de energie die is opgeslagen in de brandstof omgezet in mechanische energie door middel van het principe van verbranding. De auto's die zijn gebouwd door Forze maken gebruik van een ander concept. Het waterstof-brandstofcelsysteem in de voertuigen zet de opgeslagen chemische energie in waterstof om in elektrische energie. Dit betekent dat het brandstofcelsysteem kan worden gebruikt om elektrisch vermogen te leveren aan een elektrische aandrijving. Waterstof is dan de zogenaamde energiedrager. 
Het voordeel van deze alternatieve brandstof is dat de enige uitstoot hiervan water is. Er komen geen schadelijke stoffen vrij bij het rijden. Daarbij komt dat de efficiëntie van het omzetten van waterstof in elektriciteit ongeveer twee tot drie keer hoger kan zijn dan het verbranden van fossiele brandstoffen in een verbrandingsmotor. Waterstof is dus een schone brandstof die ook nog eens efficiënter kan worden gebruikt dan fossiele brandstoffen.
Het verschil tussen waterstof-elektrische en batterij-elektrische voertuigen zit hem in de opslag van de energie. Bij batterijvoertuigen wordt die energie elektrisch opgeslagen in relatief zware en grote batterijen. Brandstofcelvoertuigen nemen die energie in gasvorm mee. Dat brengt twee duidelijke voordelen met zich mee. Waterstoftanks kunnen op dit moment sneller worden bijgevuld dan dat er geladen kan worden met een batterij-elektrische auto.. Daarbij komt dat voertuigen die rijden op waterstof ook verder kunnen rijden dan batterij-elektrische voertuigen. Dit maakt waterstof-elektrische voortstuwing ideaal voor toepassingen waar non-stop werking en/of een lange actieradius is vereist.

## Voertuigen

### Forze I (2007-2008)
Geïnspireerd door het 2008 Formula Zero Championship, werd in 2008 het eerste racevoertuig op waterstof voltooid. Forze I was winnaar van 's werelds eerste waterstof race. Dit succes inspireerde een nieuw team van studenten om een nieuwe, verbeterde waterstof kart to ontwerpen.

### Forze II (2008-2009)
De Forze II was ontwikkeld om deel te nemen aan het Formula Zero kampioenschap van 2009. Hoewel het systeem van het voertuig op veel punten was verbeterd en er een aanzienlijke prestatieverbetering werd bereikt, was de Forze II niet betrouwbaar genoeg om een serieuze deelnemer aan het kampioenschap te zijn. Er was echter wel een sterke basis gelegd voor een duurzame en kansrijke toekomst.

### Forze III (2009-2010)
Op 14 juli 2010 werd de Forze III geïntroduceerd aan het publiek in het centrum van Den Haag. Ho Pin Tung, Formule 1 testcoureur voor Renault reed de eerste meter in het nieuwe voertuig voor het publiek en de media. De nieuwe Forze III bestond uit een toename van het brandstofcelvermogen en een verbeterd elektronisch systeem dat lichter en 'slimmer' dan zijn voorgangers. Dit jaar besloot het team de strijd aan te gaan met karts op benzine. Door vier van de vijf heats te winnen, bevestigde het team met dit succes de mogelijkheden van waterstoftechnologie.

### Forze IV (2010-2011)
Aan het einde van het derde seizoen was het team klaar voor de volgende stap en het bouwen van een volwassen raceauto, hiermee was het de eerste waterstof raceauto van dit formaat. Dit werd mogelijk gemaakt door de kennis en expertise die is opgedaan tijdens de ontwikkeling van de voorgaande drie voertuigen. Omdat de Formula Zero-competitie niet uitdagend genoeg was, was het team klaar om een revolutionaire raceauto te ontwikkelen en te bouwen. Het team zag een grote uitdaging in de Formula Student UK competition, dat jaarlijks plaatsvindt op Silverstone. Helaas kon de auto door problemen met de elektronica uiteindelijk niet deelnemen aan deze competitie.

### Forze V (2011-2012)
Het team wilde een tweede waterstof-elektrische Formula Student Car bouwen, namelijk de Forze V. De nieuwe raceauto werd speciaal ontworpen om te concurreren met verbrandings- en elektrische auto's op FSUK om het potentieel van de waterstoftechnologie te tonen. De Forze V is evolutionair ten opzichte van zijn voorgangers en is ontwikkeld rond een waterstofbrandstofcel die het kloppend hart van de raceauto vormt.
In 2012 nam Forze met succes deel aan de Formula Student Competition. Omdat het nog steeds de enige kart op waterstof in de competitie was, maakte het indruk op de jury en het publiek met zijn vermogen om conventionele brandstoffen in racen te vervangen.

### Forze VI (2012-2015)
De Forze VI werd de eerste full size raceauto met een brandstofcelsysteem ter wereld. Met zes keer zoveel kracht als de Forze V werd de eerste stap in de autoracewereld gezet. De auto pakte het elektrische ronde record van de Tesla Roadster op het circuit van Zandvoort. Ook was de Forze VI de eerste full size raceauto met een ronde record op de Nürburgring: 10:43:56 minuten. 

### Forze VII (2017)
In augustus 2017 maakte de Forze VII zijn werelddebuut als waterstof-elektrische raceauto. Nooit eerder had een voertuig met deze technologie deelgenomen aan een officiële race. Tijdens de Supercar Challenge op de Gamma Racing Day nam Forze het op tegen benzine-aangedreven auto's. Hiermee bewees het team dat waterstoftechnologie niet alleen haalbaar en betrouwbaar is, maar ook spannend en innovatief.
De Forze VII is gebouwd rond een Le Mans Prototype (LMP) monocoque. Deze constructie vormde niet alleen de basis voor de Forze VII, maar fungeert ook als fundament voor toekomstige raceauto's van het team. Deze aanpak stelde het team in staat om steeds betere raceauto's te ontwikkelen en nieuwe records te vestigen.

### Forze VIII (2018-2019)
Na het werelddebuut van waterstof-elektrisch racen met de Forze VII bleek dat er nog veel werk nodig was om races te kunnen winnen. Daarom werd de Forze VII in 2017 volledig gestript tot alleen de LMP3-monocoque overbleef. Vanuit deze basis werd de auto compleet opnieuw opgebouwd met verbeterde onderdelen zoals een 700-bar waterstofsysteem, volledig vernieuwde voor- en achterophanging en een geheel nieuwe carrosserie van koolstofvezel voor betere aerodynamica.
De Forze VIII werd de eerste waterstofraceauto in de geschiedenis die deelnam aan een FIA-gecertificeerde race. Op 18 augustus 2018 racete de auto in de sportdivisie van de Supercar Challenge tegen benzine-aangedreven raceauto's. Een jaar later, in augustus 2019, behaalde het team tijdens de Gamma Racing Days de tweede plaats in zijn klasse, wat het grootste succes van het team tot nu toe markeerde.
Op het circuit van Zandvoort vestigde de Forze VIII het officiële ronderecord voor elektrische sportauto's met een tijd van 1:55.809, ondanks uitdagende weersomstandigheden. Op het TT Circuit Assen noteerde de auto een onofficieel ronderecord van 1:56.958.

## Competities

### Formula Zero
Het team begon te concurreren in het 2008 Formula Zero Championship, 's werelds eerste waterstof-brandstofcel-kampioenschap. Gezien het belang van de komende waterstofeconomie en gezien de problemen met de klimaatverandering en de energie-transitie, trekt het project veel aandacht van internationale media.
Het eerste seizoen was beperkt tot één evenement in de binnenstad van Rotterdam naast de Erasmusbrug. Voor het tweede seizoen bouwde Forze een nieuwe kart. Het seizoen bestond uit een Europese Beker en een aparte Grand Prix in het centrum van Turijn. In het derde seizoen werd opnieuw een enkele race gehouden, dit maal in het centrum van Den Haag, waar Forze met haar derde kart reed.

### Formula Student
Het Formula Zero-kampioenschap bleek niet te groeien tot wat het beloofde te worden tijdens het eerste jaar. Forze bleef wel innoveren en schoof op naar de Formula Student-competitie. De Forze IV en V werden voertuigen speciaal gebouwd voor dit kampioenschap. Tot en met 2018 is Forze het enige studententeam dat heeft meegedaan met een kart aangedreven door een brandstofcel in de Formula Student-competitie.

### Groeien
Na tweemaal te strijden in de Formula Student-competitie, zette Forze een stap in de richting van de professionele racewereld. De volgende auto, de Forze VI, werd 's werelds eerste full-size raceauto aangedreven door waterstof. Door het ontbreken van een FIA-licentie voor de Forze VI was het registreren voor officiële wedstrijden moeilijk. De auto heeft daarom niet gereden in door de FIA ondersteunde wedstrijden. Met de Forze VI heeft het team destijds wel een ronderecord gereden op de Nürburgring. Dit record staat tot op de dag van vandaag nog steeds. 
Om te voorkomen dat dit probleem zich zou herhalen in de volgende iteratie van de Forze-line-up, de Forze VII, kocht het team een FIA-gecertificeerde LMP3-monocoque van ADESS AG. Daarmee bouwde het team de eerste waterstofraceauto die in een officiële wedstrijd heeft gereden tegen auto's met reguliere brandstofmotoren. De Forze VII nam deel aan de Supercar Challenge 2017 tijdens de Gamma Racing Days op het TT Circuit Assen. In de 45 minuten durende race zette de Forze VII de op twee na snelste rondetijd in de Sport-divisie. De waterstof-elektrische raceauto was niet in staat om de volledige wedstrijd aan één stuk door te rijden aangezien ze slechts brandstof aan boord had voor 30 minuten. Tanken op het circuit was destijds nog niet mogelijk, maar wordt door Forze onderzocht. Het team ontving wel de trofee voor de Garage 56-competitie voor hun innovatieve design.
De Forze VII werd uiteindelijk doorontwikkeld tot de Forze VIII, hiermee heeft het team in 2018 opnieuw deelgenomen aan de Supercar Challenge tijdens de Gamma Racing Days op het TT Circuit Assen. Door over te stappen van waterstoftanks op 350 bar- naar een 700 bar-systeem lukte het het team dit keer om de 60 minuten durende race volledig uit te rijden, een wereldprimeur voor racen op waterstof. Het team eindigde op de 6e plaats, maar ontving opnieuw de Garage 56-troffee voor hun innovatieve design. Een jaar later deed Forze opnieuw mee aan de Sport-divisie van de Supercar Challenge tijdens de Gamma Racing Days. Dit keer met een nog groter succes: een tweede plek. Hiermee werd het team het eerste raceteam ter wereld dat een podiumplek won met een waterstof raceauto. De Forze VIII was tot 2020 de snelste waterstof raceauto ter wereld.

### Huidige plannen
Sinds 2019 is Forze bezig met het ontwikkelen van de Forze IX. Dit moet de snelste raceauto ter wereld worden met een topsnelheid van 301 km/u. Het team wil in het voorjaar van 2025 weer meedoen aan races en de Forze IX uiteindelijk op GT-niveau brengen.

## Competitieresultaten

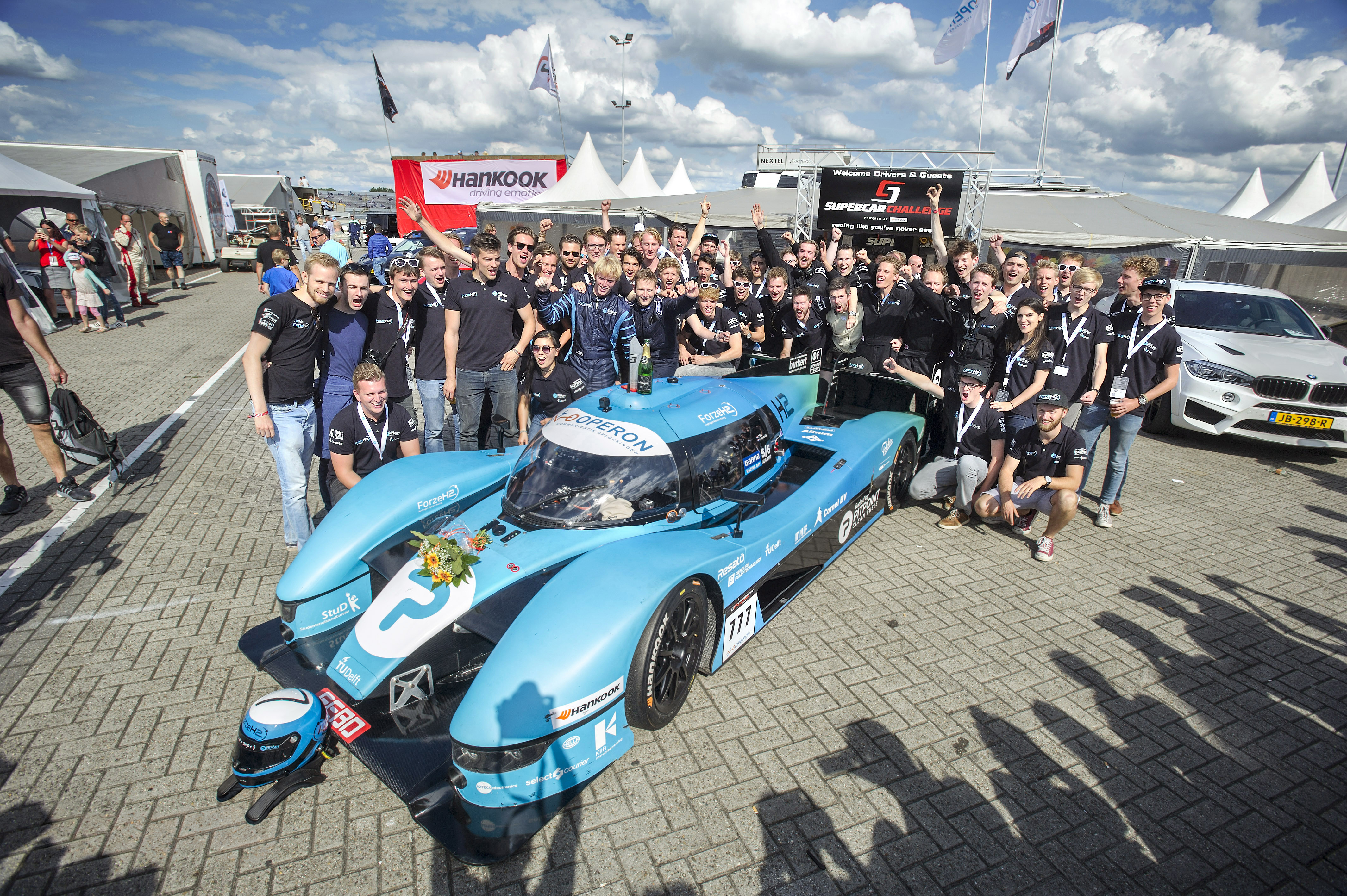
Forze Team op Gamma Racing Days 2017

| Datum      | Race                                                  | Voertuig   | Resultaat |
| ---------- | ----------------------------------------------------- | ---------- | --------- |
| 23-08-2008 | Formula Zero World Championship                       | Forze I    | 1e        |
| Zomer 2009 | Formula Zero European Home Grand Prix                 | Forze II   | 3e        |
| 11-10-2009 | Formula Zero GP Torino                                | Forze II   | 1e        |
| 19-08-2010 | Formula Zero GP The Hague                             | Forze III  | 1e        |
| 17-07-2011 | Formula Student UK                                    | Forze IV   | DNF       |
| 15-07-2012 | Formula Student UK                                    | Forze V    | 55e       |
| 07-08-2017 | Supercar Challenge Sport Division (Gamma Racing Days) | Forze VII  | DNF       |
| 07-08-2017 | Supercar Challenge Garage 56                          | Forze VII  | 1e        |
| 18-09-2018 | Supercar Challenge Sport Division (Gamma Racing Days) | Forze VIII | 6e        |
| 18-09-2018 | Supercar Challenge Garage 56                          | Forze VIII | 1e        |
| 20-10-2019 | Supercar Challenge Sport Division (Gamma Racing Days) | Forze VIII | 2e        |

## Wereldrecords
Het team heeft verschillende officiële en officieuze wereldrecordpogingen gedaan om het FIA-wereldsnelheidsrecord te breken voor waterstof-brandstofcelauto's onder de 500 kg op de 1/8e mijl.
Op 16 augustus 2010 verbrak het team het wereldrecord, dat destijds in handen was van het Formula Zero Mark II met 11,2 seconden. Dit vond plaats op het eiland Aruba op het Palo Marga International Raceway Park. Het team zette een tijd neer van 9,77 seconden.
Op 16 augustus 2011 organiseerde het team een officiële poging op de Prinses Beatrixlaan in het centrum van Den Haag. Met de hulp van de KNAC Nationale Autosport Federatie (KNAF) werd er een gecertificeerde baan opgezet. De Forze IV reed een tijd van 10,45 seconden die dag. Na een aantal maanden oordeelde de FIA dat de gemeten tijd geen officieel snelheidsrecord is vanwege een fout in de documenten die door de KNAF aan de FIA geleverd werd.
In mei 2015, nam het team de Forze VI mee naar de Nürburgring Norschleife. Met ex-Formule 1-coureur Jan Lammers werd het brandstofcel-ronderecord met meer dan een minuut verbroken. Dat was eerst in handen van het Nissan FCV X-Trail-concept. Lammers reed een tijd van 10:42,58. Deze tijd is tot en met 2024 niet verbroken door een brandstofcelauto. 
Op 13 augustus 2018 behaalde de Forze VIII het ronderecord binnen de "Electric Sportscar" klasse op het Circuit van Zandvoort met coureur en oud-teamlid Jan Bot achter het stuur. Met een rondetijd van 1:55,809 verbrak de Forze VIII het al eerder door het team gevestigde record van 2:04,519 op het Nederlandse circuit.

Op 18 augustus 2019 behaalde het team met de Forze VIII voor het eerst een podiumplek in de Sport-divisie van de Supercar Challenge. Hiermee werd de Forze VIII de eerste raceauto in de wereld die een podiumplek wist te veroveren in een officiële race.

## Team
De meeste teamleden zijn afkomstig van de TU Delft. Daarnaast maken ook studenten van andere onderwijsinstellingen deel uit van het team, waaronder lycea, hogescholen en universiteiten uit steden zoals Leiden en Rotterdam. Deze diverse achtergronden zorgen voor een breed scala aan vaardigheden en expertise binnen het team.

### Board
|    | 2007-2008 Board I | 2008-2009 Board II | 2009-2010 Board III | 2010-2011 Board IV     | 2011-2012 Board V  | 2012-2013 Board VI  | 2013-2014 Board VII | 2014-2015 Board VIII | 2015-2016 Board IX | 2016-2017 Board X | 2017-2018 Board XI   | 2018-2019 Board XII | 2019-2020 Board XIII | 2020-2021 Board XIV     | 2021-2022 Board XV | 2022-2023 Board XVI   | 2023-2024 Board XVII | 2024-2025 Board XVIII |
| -- | ----------------- | ------------------ | ------------------- | ---------------------- | ------------------ | ------------------- | ------------------- | -------------------- | ------------------ | ----------------- | -------------------- | ------------------- | -------------------- | ----------------------- | ------------------ | --------------------- | -------------------- | --------------------- |
| 1  | Edgar van Os      | Ivo Salters        | Koen Lubbers        | Wouter Krul            | Jan Jaap Treurniet | Michel Haak         | Ruiz Knöbel         | Menno Dalmijn        | Rick Everaert      | Mats Dirkzwager   | Gijs Vermeij         | Zhi Wei Cai         | Jesper Frijns        | Mark Jan Uijl           | Coen Tonnaer       | Abel van Beest        | Eva van der Dijs     | Ryan Zondag           |
| 2  | Koen Legrand      | Teunis Schuurman   | Edwin De Kreij      | Charlie van der Schoor | Andrew Hagens      | Albert Mulder       | Jonas Brendelberger | Nils Barfknecht      | Werner Jousma      | Joost Berendsen   | Steffen Strübing     | Daan Treurniet      | Antonio Scoccimarro  | Jasper van Dongen       | Elliott Desmit     | India van Doornen     | Quinten Bongers      | Jelte-Roel Span       |
| 3  |                   | Leon de Poorter    | Hielke Wesdorp      | Mart Moerdijk          | Matthijs Jansen    | Ruben Burger        | Remco Duba          | Mart van Rijsingen   | Marc Bisschop      | Sieger Falkena    | Sanne Nielsen        | Levi de Vries       | Emiel Hartsema       | Ron Hochstenbach        | Sophie Cleton      | Tim Rademaker         | Amaryllis Brosens    | Renzo Bootsma         |
| 4  |                   |                    |                     | Bob Wittebrood         | Jelle Boersma      | Ruben Grandia       | Martin Hartvelt     | Anton Stoop          | Thomas Boogaart    | Coen Lastdrager   | Karsten Bakker       | Joost Wendling      | Seymour Lubbers      | Gabriel Garcia Aparicio | Daan Dieben        | Marn Klein Holkenborg | Koen Smit            | Tobias Lucas          |
| 5  |                   |                    |                     | Pieter Danneels        | Thomas Arink       | Matthijs Damen      | Thijs van Winden    | Joost Kortleve       | Sjoerd van Empelen | Beau Smit         | Thomas Barendse      | Lorenza Mottinelli  | Anna Noteboom        |                         |                    |                       |                      |                       |
| 6  |                   |                    |                     | Matthijs Koornneef     |                    | Tiemen Joustra      | Kevin van Giessen   | Jan Bot              | Casper van Dien    | Colin Heimans     | Simon Vermeijlen     | Joris Vlasblom      | Antoni Pionczak      |                         |                    |                       |                      |                       |
| 7  |                   |                    |                     |                        |                    | Niels van Duijkeren | Ruben Biesheuvel    | Bob Ligtvoet         | Jasper Schenk      | Mathieu Blanke    | Pepijn de Heer       | Jonathan Linssen    | Bram Kool            |                         |                    |                       |                      |                       |
| 8  |                   |                    |                     |                        |                    | Stefan van Seggelen | Philip Coenen       |                      |                    | Oscar Verbeek     | Tjebbe de Lint       | Maurice Valentijn   | Daphne Stukker       |                         |                    |                       |                      |                       |
| 9  |                   |                    |                     |                        |                    | Kevin Schreiber     |                     |                      |                    | Tinie Lam         | Christophe Geuens    | Andrea de Matteis   | Dennis Koens         |                         |                    |                       |                      |                       |
| 10 |                   |                    |                     |                        |                    |                     |                     |                      |                    |                   | Lars Musters         | Daniele Tarantini   | Lars Talsma          |                         |                    |                       |                      |                       |
| 11 |                   |                    |                     |                        |                    |                     |                     |                      |                    |                   | Joerie Arkesteijn    | Renko Siebols       | Martijn Jorissen     |                         |                    |                       |                      |                       |
| 12 |                   |                    |                     |                        |                    |                     |                     |                      |                    |                   | Wouter van Gijseghem | Koen Rodewijk       | Martin Osowski       |                         |                    |                       |                      |                       |
| 13 |                   |                    |                     |                        |                    |                     |                     |                      |                    |                   | Lode de Herdt        | Steven Kortekaas    | Mounir Roodenburg    |                         |                    |                       |                      |                       |
| 14 |                   |                    |                     |                        |                    |                     |                     |                      |                    |                   | Thom Huisman         | Wouter Kleynen      | Niels de Boer        |                         |                    |                       |                      |                       |
| 15 |                   |                    |                     |                        |                    |                     |                     |                      |                    |                   | Maurice van der Maas | David Veselka       | Otmar Ubbens         |                         |                    |                       |                      |                       |
| 16 |                   |                    |                     |                        |                    |                     |                     |                      |                    |                   | Jan Maarten Buis     | Martijn Eppenga     | Peter Eiffers        |                         |                    |                       |                      |                       |
| 17 |                   |                    |                     |                        |                    |                     |                     |                      |                    |                   | Steijn van Schoor    | Simon Beets         | Pranav Madabhushi    |                         |                    |                       |                      |                       |
| 18 |                   |                    |                     |                        |                    |                     |                     |                      |                    |                   | Jelle de Vries       | Frank Overes        | Rosalie Kievits      |                         |                    |                       |                      |                       |
| 19 |                   |                    |                     |                        |                    |                     |                     |                      |                    |                   |                      |                     | Thijmen Langendam    |                         |                    |                       |                      |                       |
| 20 |                   |                    |                     |                        |                    |                     |                     |                      |                    |                   |                      |                     | Thijs Goetzee        |                         |                    |                       |                      |                       |
| 21 |                   |                    |                     |                        |                    |                     |                     |                      |                    |                   |                      |                     | Tuur Knevels         |                         |                    |                       |                      |                       |
| 22 |                   |                    |                     |                        |                    |                     |                     |                      |                    |                   |                      |                     | Tim de Weijer        |                         |                    |                       |                      |                       |

### Coureurs
Tijdens het derde seizoen werd een nieuw teamlid met kartervaring de derde coureur voor het team. Ook de coureur, Charlie van der Schoor, was nauwer betrokken bij de ontwikkeling van de Forze III. In seizoen 4 nam het team afscheid van Martin Buitelaar als coureur. Hij was geen student meer en ging fulltime aan de slag buiten de racebranche. Voor seizoen 4 reed het team in de Formula Student (UK) competitie en had daarom meer coureurs nodig om aan alle evenementen te kunnen deelnemen. Een selectie onder de teamleden werd georganiseerd door Buitelaar waarbij Marco van't Wout, Arie Nap en Lennert van den Boom werden geselecteerd. Voor het zesde seizoen waren alleen gelicentieerde autocoureurs toegestaan vanwege de betere prestaties van de auto.
| Coureur | 2008-2009        | 2009-2010              | 2010-2011              | 2011-2012              | 2012-2013       | 2013-2014        | 2014-2015        | 2015-2016        | 2016-2017        | 2017-2018        | 2018-2019        | 2019-2020        | 2020-2021        | 2021-2022        | 2022-2023        | 2023-2024        | 2024-2025        |
| ------- | ---------------- | ---------------------- | ---------------------- | ---------------------- | --------------- | ---------------- | ---------------- | ---------------- | ---------------- | ---------------- | ---------------- | ---------------- | ---------------- | ---------------- | ---------------- | ---------------- | ---------------- |
| 1       | Martin Buitelaar | Martin Buitelaar       | Andrew Hagens          | Andrew Hagens          | Kevin Schreiber | Kevin Schreiber  | Kevin Schreiber  | Kevin Schreiber  | Kevin Schreiber  | Kevin Schreiber  | Kevin Schreiber  | Kevin Schreiber  | Kevin Schreiber  | Kevin Schreiber  | Kevin Schreiber  | Kevin Schreiber  | Kevin Schreiber  |
| 2       | Andrew Hagens    | Andrew Hagens          | Marco van't Wout       | Jan Bot                | Jan Bot         | Jan Bot          | Jan Bot          | Jan Bot          | Jan Bot          | Jan Bot          | Jan Bot          | Jan Bot          | Jan Bot          | Jan Bot          | Jan Bot          | Jan Bot          | Jan Bot          |
| 3       |                  | Charlie van der Schoor | Charlie van der Schoor | Charlie van der Schoor |                 | Leo van der Eijk | Leo van der Eijk | Leo van der Eijk | Leo van der Eijk | Leo van der Eijk | Leo van der Eijk | Leo van der Eijk | Leo van der Eijk | Leo van der Eijk | Leo van der Eijk | Leo van der Eijk | Leo van der Eijk |
| 4       |                  |                        | Arie Nap               | Arie Nap               |                 |                  |                  |                  |                  |                  |                  |                  |                  |                  |                  |                  |                  |
| 5       |                  |                        |                        | Kevin Schreiber        |                 |                  |                  |                  |                  |                  |                  |                  |                  |                  |                  |                  |                  |

## Sponsors
Forze is een stichting en is volledig afhankelijk van haar partners. De partners van Forze ondersteunen het team door het leveren van advies, onderdelen en kennis maar ook op financieel gebied. Van januari 2018 tot februari 2021 was BWT hoofdsponsor van Forze. Sinds maart 2021 is Shell Hydrogen de hoofdsponsor van het team.